# Estàtua d'Indíbil i Mandoni
L'Estàtua d'Indíbil i Mandoni és una obra academicista de Lleida inclosa a l'Inventari del Patrimoni Arquitectònic de Catalunya. És un grup escultòric de bronze situat a la plaça Agelet i Garriga de Lleida, sota l'Arc del Pont, l'antiga entrada a la ciutat (construïda el segle xviii) que comunica el Carrer Major amb el Pont Vell. Els guerrers, armats amb cadenes, una llança i una falcata (l'espasa característica dels ibers), representen a Indíbil i Mandoni, dos cabdills ilergetes que van defensar Lleida dels atacs dels cartaginesos i dels romans i que gràcies a les lluites i a les encertades negociacions van evitar que la ciutat fos arrasada.

## Descripció
Estàtues foses sobre un pedestal prismàtic de pedra. Estrictament figuratives, són més valuoses per la seva ubicació urbana i per la representació històrica de l'Indíbil i el Mandoni que pel valor artístic del monument.

## Origen
Originalment, l'obra es titulava Crit d'independència i va ser elaborada amb guix per l'escultor barceloní Medard Santmartí el 1884. L'escultura representava Istolaci i Indortes, dos guerrers ibers que lluitaren contra els cartaginesos durant la Segona Guerra Púnica. L'any 1946 es realitzà la rèplica en bronze actual i es dedicà als guerrers ilergets.
Avui en dia, l'estàtua d'Indíbil i Mandoni és considerada com un dels monuments més destacats i simbòlics de Lleida, juntament amb la Seu Vella i la Font de la Sirena. Situat en un dels centres d'activitat més importants de la ciutat, s'ha convertit en punt de trobada per a desenes de lleidatans.

## Història
Indíbil era cap dels ilergetes i Mandoni era el seu lloctinent. Lluitaren contra cartaginesos i romans durant el segle iii aC.

## Curiositats
- L'estàtua es neteja periòdicament perquè conservi la lluentor característica del bronze.
- Cada any, durant els dies del carnaval, es disfressa l'estàtua. També els disfressen de collistes per l'Aplec del Caragol.
- El diumenge 10 de febrer del 2013, l'endemà de les festes de Carnestoltes, l'estàtua es va despertar amb un casc de les Tropes Imperials o Stormtroopers.

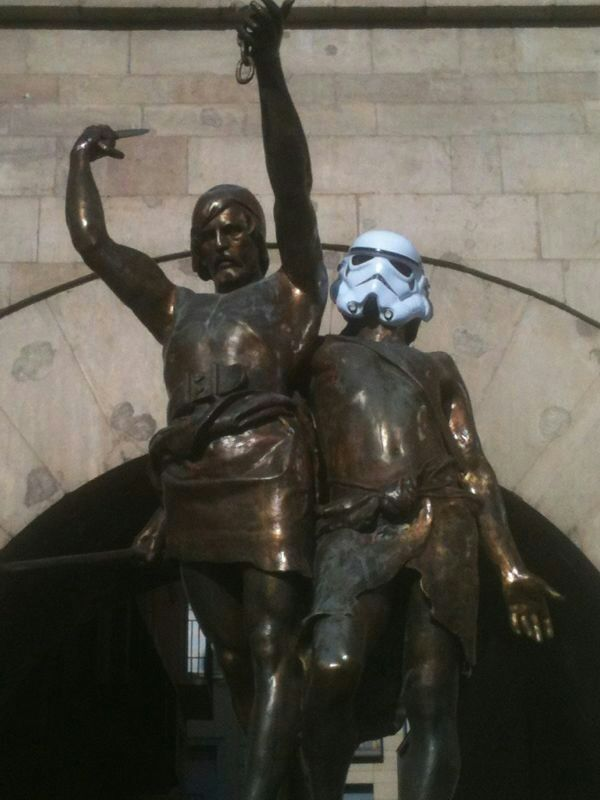
Indíbil i Mandoni amb un casc imperial, Carnaval 2013, Lleida.

## Galeria d'imatges

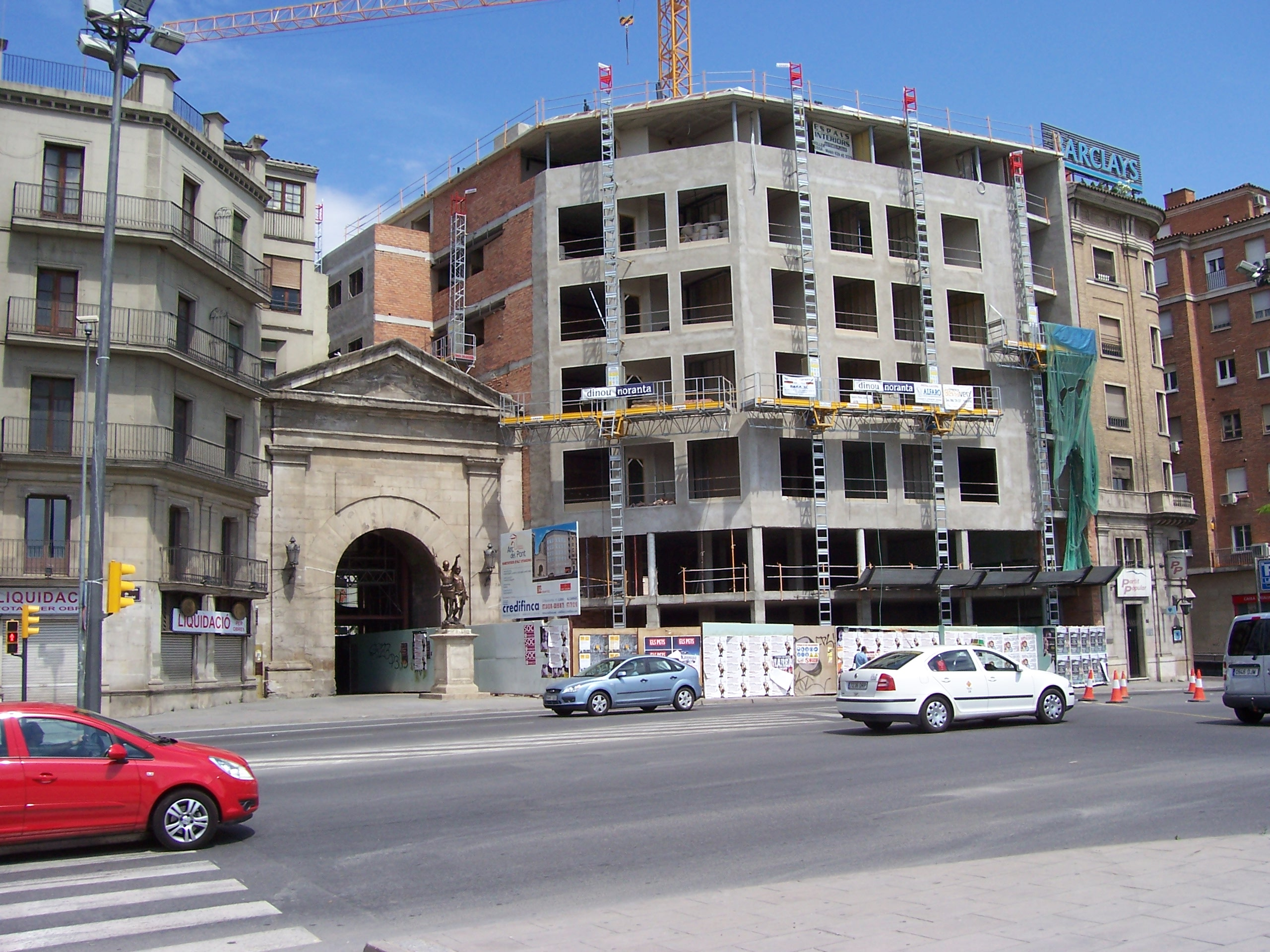
L'Arc del Pont i l'estàtua (2007).
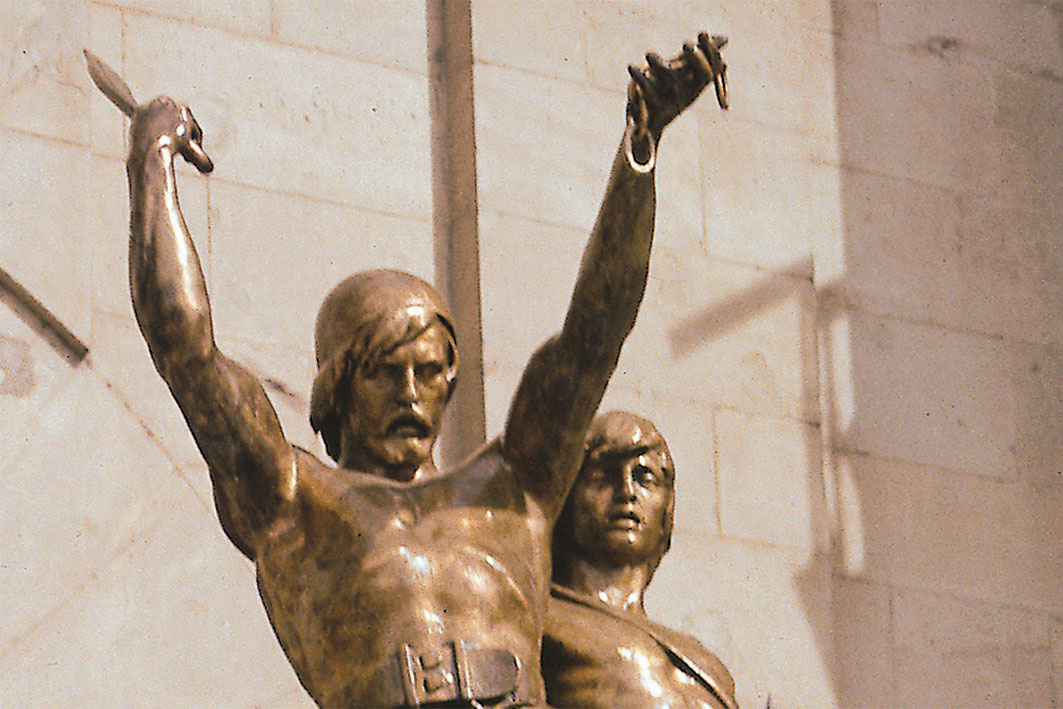
Detall dels herois.
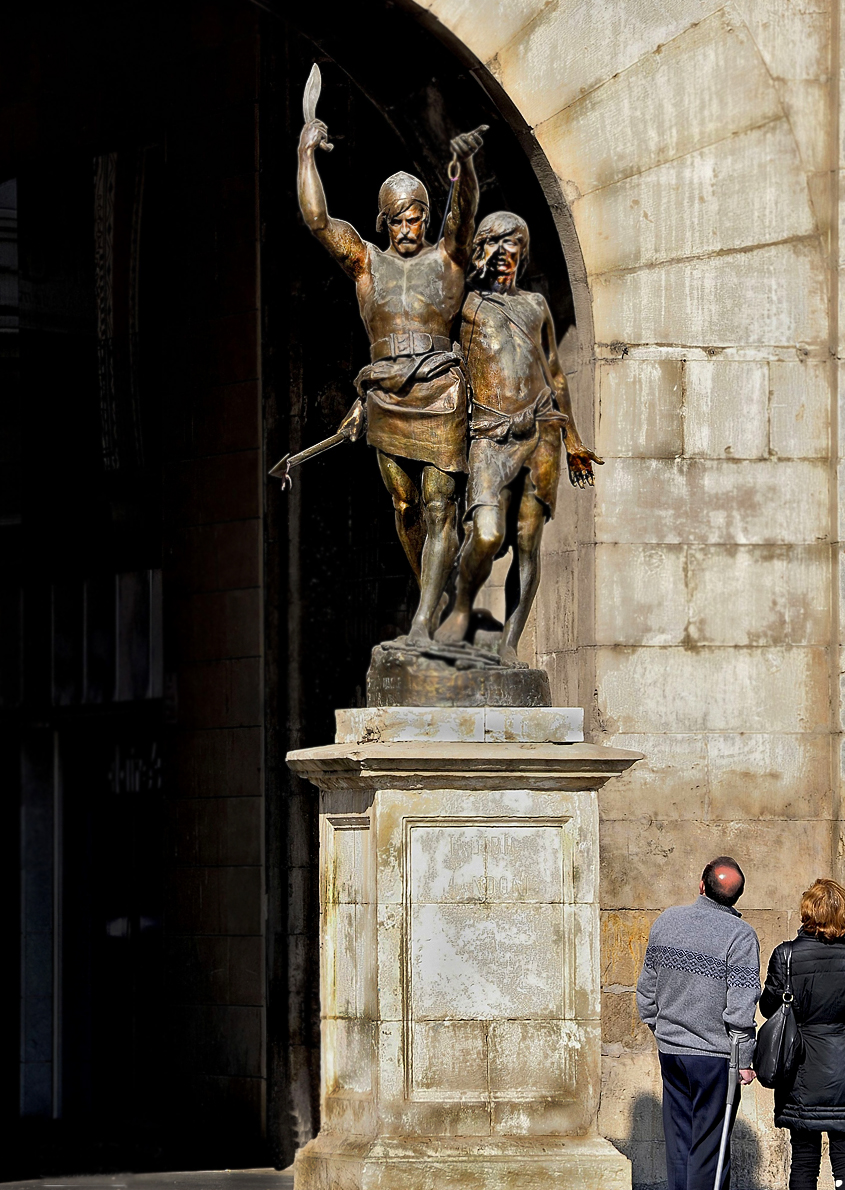
L'Estàtua d'Indíbil i Mandoni és un grup escultòric de bronze situat a la plaça Agelet i Garriga de Lleida
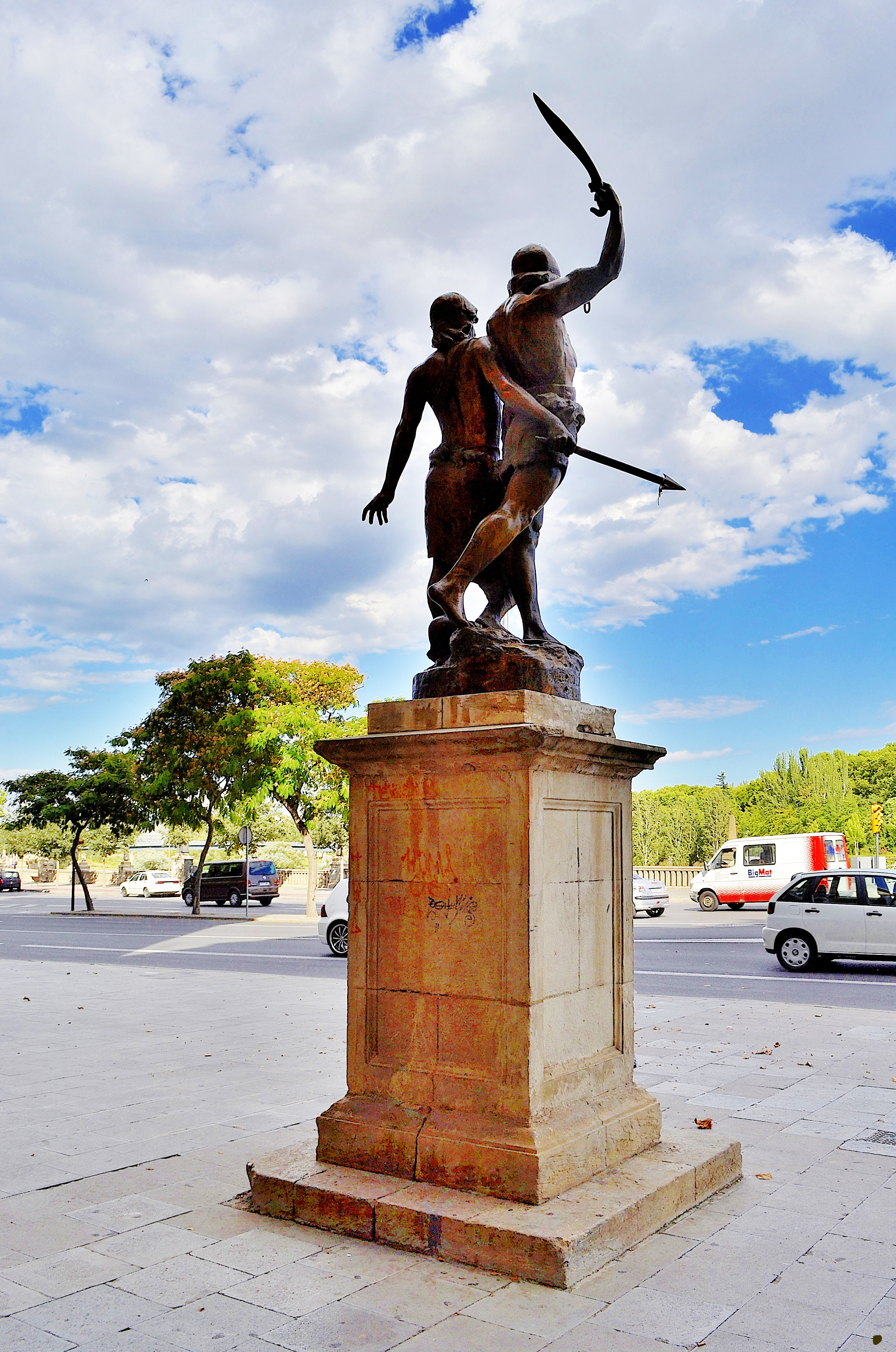
Indíbil i Mandoni